# Милан Делчић Делча
Милан Делчић Делча (Пирот, 19. новембар 1960 — Београд, 24. јул 2011) био је српски музичар, драматург и телевизијски водитељ.

## Биографија
Детињство је провео у Крушевцу где је завршио ниже разреде основне школе пре него што се са породицом преселио у Београд.
Музиком је почео да се бави крајем 1970-их. Са Зораном Вуловићем и Александром Васиљевићем 1979. је основао групу Пролог за велики хаос, која је касније преименована у Фурије фуриозно фурају. У то време њих тројица су припремали аматерске позоришне представе, а радили су и као новинари-сарадници за Студио Б. Групи су се 1980. придружили нови чланови и она је добила назив У шкрипцу. Прве снимке, песме Пролеће и Pamflex dom, објавили су 1981. на албуму АРА који је окупио саставе друге генерације београдског новог таласа. Делчић је са овом групом снимио пет албума: Године љубави” (1982), О је” (1983), Нове године” (1983), Будимо заједно” (1985) и Изгледа да ми смо сами” (1990). Након тога је наставио самосталну музичку каријеру и објавио још неколико албума: Делча и склекови” (1994), С језиком у уста” (1997), Кренуо сам давно, не сећам се где” (2003) и компилацију највећих хитова.
Године 1984. дипломирао је драматургију на Факултету драмских уметности у Београду. Аутор је неколико позоришних представа: Хари не путује возом (СКЦ, 1984), Краљево благо (Атеље 212, 1986), Transex hard-core one man show (Битеф театар, 1992), Радмило Гнусни и Радмила Погана (Битеф театар, 1992). Такође је аутор и режисер сторије Лепе, чисте, добре у омнибусу Београдске приче, драматург телевизијске серије Доме, слатки доме, сценариста серије У име закона (1991) и косценариста филма Не скрећи са стазе (2006).
1991. године, са групом У шкрипцу, појављује се на фестивалу Београдско пролеће са песмом Стјуардеса, у вечери посвећеној хитовима Београдског пролећа, а поводом тридесет година од оснивања фестивала. Исте године, на фестивалу МЕСАМ са песмом  Флипер освајају трећу награду жирија, награду за текст и награду новинара за најбољи утисак.
1994. године, са групом У шкрипцу, појављује се на фестивалу Београдско пролеће са песмом Дирлада, у музичкој вечери Музичари у част Ђорђа Марјановића.
На првој Беовизији 2003. године, појављује се са песмом Анђели”.
Појављивао се у филмовима Слатко од снова (1994) и Сиви камион црвене боје, а такође и у серији Отворена врата (1994—1995).
На телевизији Арт је водио емисију Култ детективи и ноћни програм Кабинет доктора Мрмора. Једно време је био музички уредник телевизије Метрополис.
У априлу 2010. одржао је самосталну изложбу фотографија под називом Manhattan from Brooklyn. Било је изложено девет фотографија насталих током 2009. године, на којима је Делчић покушао да дочара свој утисак Менхетна током кишних и облачних вечери.
Након седам година борбе против рака крви, Делчић је преминуо 24. јула 2011. године у својој 50. години. Четрнаестог септембра 2013. је постављена спомен плоча на кућу у којој је живео и стварао.